# جرايس دامان
كانت جرايس كواردين دامان (1872 - 1945) إحدى راهبات القلب المقدس، ومديرة كلية «منهاتن فيل». كانت ناشطة في الدفاع عن الحقوق المدنيّة لفترة طويلة، وخلال فترة إدارتها، استقبلت كلية «منهاتن فيل» أول تلميذة أميركيّة من أصل أفريقيّ، عام 1938. وعلى الرّغم من نشر صورة هذه التلميذة في صحيفة أمستردام نيوز في منتصف الأربعينات، تبقى هويّتها مجهولة.

## راهبات القلب المقدس
التحقت جرايس براهبات القلب المقدس عام 1898، وأصبحت رئيسة ديرهن في إيدين هيل في بنسلفانيا عام 1912. لعبت دورًا مهمًّا في إصدار قرار منهاتن الذي دعا مدارس القلب المقدس إلى قبول الطالبات الأميركيّات المتحدّرات من أصول إفريقيّة.

## إدارة كلية منهاتن فيل
أصبحت دامان مديرة كلية «منهاتن فيل» عام 1930، وخلال فترة إدارتها، قامت باستقدام أعضاء في هيئة التدريس من أوروبا. وقد نُقل عنها قولها إنّها ترغب بجعل «منهاتن فيل» «أفضل مدرسة كاثوليكيّة». واشتُهرت باتّخاذها قرار استقبال طالبة أميركيّة من أصول إفريقيّة عام 1938. وتبقى هويّة الطالبة مجهولة، لكن يُزعم أنّ والديها كانا متعلّمين في الجامعة، ويُعرف عنها أيضًا أنّها كانت تحقّق إنجازات تعليميّة متميزة.